# Giovanni Battista Birago Avogadro
Giovanni Battista Birago Avogadro (Génova, fl. 1641 - 1699) fue un historiador y jurisconsulto genovés.

## Biografía
Birago Avogadro fue un escritor genovés que se distinguió en la segunda mitad del siglo XVII por sus conocimientos en historia y jurisprudencia. Originario de una familia noble de Legnano, realizó sus estudios en Venecia, Ferrara y Padua, tanto en literatura, en filosofía, en jurisprudencia, como en historia y teología. Publicó poesías latinas e italianas, residió en Venecia y contribuyó en 1644 a las negociaciones de paz entre España y el duque de Parma, y fue amigo de Pallavicino y Loredano. Murió en 1699.
Birago Avogadro dejó escrita la tercera parte de "Historias memorables de nuestro tiempo", de las que había escrito las dos primeras Alessandro Zilioli (-1650), historiador nacido en Venecia; continuada después por Maiolino Bissaccioni y Girolamo Brusoni (1614-1686). También dejó múltiples obras escritas como una del imperio islámico, traducida al francés por el abad de Pure "Histoire africaine", París, 1666, in-12º y tradujo del latín al italiano "Historias de Venecia" de J.B. Vero, añadiendo una parte hasta 1643, publicando también Vero "La vida de Cesar Borgia", descrita por Thomas Thomasi, Monte Chiaro, 1671.

## Obras
- Compendio delle "Historie Venete"... tradotte dal latino in lingua italiana..., Venecia, 1655.
- Delle Historie memorabili che contiene le sollevationi di stato de nostri tempi, Venecia, 1653.
- Mercurio veridico, overo Annali universali d'Europa, Bolonia, 1650.
- Historia africana della divisione dell' imperio degli Arabi, e dell' origine e dei progressi della monarchia de' Mahometani distesa per l'Africa e per le Spagne, Venecia, 1650.
- Historia della disunione del regno di Portogallo dalla corona di Castiglia, Ámsterdam, 1657.
- Historia del regno di Portogallo, Lyon, 1644.
- Lo scudo, e l'asta del soldato monferrino, impugnati alla difesa del suo politico sistema, Venecia, 1641

Traducciones:
- Istretto delli moti moderni d'Inghilterra, con un breve racconto delle ragioni del Rè et del Parlamento (da G. Bate), Venecia, 1652.